# بيتر مادسن (مهندس)
بيتر لانجكوير مادسن (بالدنماركية: Peter Madsen) (ولدَ في 12 يناير 1971) هوَ مهندس ورجل أعمال وقاتل مُدان دنماركي الجنسية. شاركَ في تأسيس منظمة غير ربحية تحت اسم «سبأوربيالز كوبنهاغن» ولكن غادرها في عام 2014، وأصبح فيما بعد المؤسسة والرئيس التنفيذي لمختبر فضاء صاروخ مادسن.[إخفاق التحقق]
قُبضَ على بيتر في أغسطس 2017 بتهمة الاشتباه بقتل الصحفية السويدية كيم وول، والتي شوهدت للمرة الأخيرة على قيد الحياة على متنِ غواصة نوتيلوس UC3. فيما بعد، عُثرَ على أجزاء مُمزقة من جسدها بالقرب من وَحل خليج كوغ، وفي 25 أبريل 2018، أُدينَ بيتر بتهمة القتل وحُكم عليه بالسجن لمدى الحياة.

## المشاريع
قبل إدانته، كان بيتر مادسن مهندسًا ومخترعًا دنماركيًا معروفًا، وقد شارك في مشاريع تكنولوجية وهندسية متعددة:
- غواصة UC3 نوتيلوس: صمّم وبنى غواصة UC3 Nautilus، التي كانت تُعدّ إحدى أكبر الغواصات الخاصة في العالم عند بنائها. تم إطلاقها في 3 مايو 2008، واستُخدمت في عدة رحلات تجريبية، بما في ذلك دعم إطلاق صاروخ HEAT 1X Tycho Brahe التابع لـ Copenhagen Suborbitals في عام 2010.[11]

- Copenhagen Suborbitals: شارك في تأسيس مشروع "Copenhagen Suborbitals" في عام 2008 مع المهندس المعماري كريستيان فون بنغتسون. يُعد هذا المشروع برنامجًا فضائيًا خاصًا غير ربحي يعتمد على التمويل الذاتي والتطوعي، ويهدف إلى إرسال بشر إلى الفضاء على متن صواريخ من تصنيع خاص. في يونيو 2014، غادر مادسن المشروع بعد خلافات داخلية.[12]

- Rocket Madsen Space Lab: بعد انسحابه من Copenhagen Suborbitals، أسس مادسن مختبرًا خاصًا يُدعى Rocket Madsen Space Lab في يوليو 2014 لمواصلة تطوير مشاريعه في مجال الصواريخ والسفر الفضائي. كان المختبر يهدف إلى تطوير مركبة فضائية مأهولة، واستخدم محركات هجينة تعتمد على بيروكسيد الهيدروجين والبولي يوريثان.[13]